# Nahana (Burkina Faso)
Pour les articles homonymes, voir Nahana.
Nahana est une localité située dans le département de Bokin de la province du Passoré dans la région Nord au Burkina Faso.

## Santé et éducation
Le centre de soins le plus proche de Nahana est le centre de santé et de promotion sociale (CSPS) de Sarma tandis que le centre médical avec antenne chirurgicale (CMA) de la province se trouve à Yako.